# Куба, Людвик
Лю́двик Ку́ба (сард. Ludvík Kuba; 16 апреля 1863, Подебрады, Австро-Венгрия — 30 ноября 1956, Прага, Чехословакия) — чешский живописец, этнограф, фольклорист, музыковед, автор 15-томной антологии «Славянство в своих песнях» (Slovanstvo ve svých zpěvech).

## Биография
Родился 16 апреля 1863 года в городе Педебраны, Австро-Венгрия в многодетной семье (второй из одиннадцати детей) слесаря Людвика Кубы и Анны Микшовской. С 1873 года обучался в начальной школе города Подебраны. С 1877 по 1879 годы обучался в пражской Школе органистов в классе Франтишка Зденека Скугерского. Потом продолжил обучение в педагогическом институте в городе Кутна-Гора, директором которого в то время был Густа Адольф Линднер. В это же время самостоятельно занимался живописью и изучением славянских языков. После окончания педагогического института в 1883 году работал в течение двух лет учителем и в это же время интенсивно занимался над первой частью сборника славянских песен «Slovanstvo ve svých zpěvech», который издал в 1884 году. В 1885 году оставил педагогическую деятельностью и полностью посвятил себя литературной деятельности и сбору этнографических материалов. Предпринимал частые поездки в Лужицу, Галицию, Балканы, и Российскую империю. В 1887 году вступил в лужицкую просветительскую организацию «Матица сербская».
С 1888 года завершил обучение живописи в классе Карела Либшера и по его рекомендации поступил в 1891 году в пражскую школу изящных искусств в класс Максимиллиана Пирнера. В 1893 году отправился в Париж, где обучался в художественной Академии Жюлиана. В Париже познакомился со своей будущей женой Ольгой Жужувой. После свадьбы в 1895 году отправился с ней в Мостар, где планировал написать цикл картин «Slovanstvo v obrazech» (Славянство в картинах). Однако, из-за слабой живописной техники его планы не осуществились, после чего он решил продолжить художественное образование в Мюнхене в художественной школе словенского художника Антона Ажбе. В 1904 году проживал в Вене. В 1910 году переехал в Италию, где посещал различные города. С 1911 года жил в Праге. С этого времени стал заниматься дальнейшим сбором славянских песенных этнографических материалов, работая над своим сборником «Славянство в своих песен». До 1921 года проживал со своей семьёй в Бржезнице и Пршибраме. Проживая в этих городах писал жанровые картины этих городов, их окрестностей и пейзажи Южной Чехии.
В 1924 году организовал в Праге собственную художественную выставку, после которой чешское Министерство культуры приобрело 56 его картин. В 1937 году в составе официальной делегации Чехословацкой художественной выставки посетил Москву. В 1937 году был принят в члены Чешской академии наук и искусств.
Скончался 30 ноября 1956 года в Праге в возрасте 93 лет. Урна с его прахом была передана его единственному сыну Людвику Марии Кубе, который в 1992 году передал её на хранение в колумбарий на кладбище в районе Клюк города Подебрады.

## Научная и художественная деятельность
Изучал музыкальную культуру и обычаи славянских народов. Собрал обширную коллекцию славянских песен, которую издал в 15-томном собрании «Slovanstvo ve svých zpěvech». Издал отдельные работы по музыкальной культуре Лужицы, Чехии, Македонии, Боснии и Далмации. В результате этих поездок издал отдельные музыкальные сборники «Čtení o Lužici», «Čtení o Starém Srbsku», «Čtení o Makedonii», «Čtení o Dalmácii», «Čtení o Bosně a Hercegovině».
В 1886 году впервые посетил Лужицу, потом посещал её трижды в 1903, 1922 и 1923 годах. После этих поездок написал множество картин, посвящённых лужицкой культуре и персоналиям.
Занимался также составлением коллекции китайской и японской живописи, часть которой сегодня хранится в Праге в музее азиатских, африканских и американских культур.
Сочинения
- «Slovanstvo ve svých zpěvech» (1884—1928);
- «Čtení o Lužici» (1925);
- «Čtení o Starém Srbsku» (1932);
- «Čtení o Makedonii» (1932);
- «Cesty za slovanskou písní» (1933);
- «Čtení o Dalmacii» (1936);
- «Čtení o Bosně a Hercegovině» (1937);
- «Moje Čína» (1946);
- «Zaschlá paleta» (1955);
- «Křižem kražem slovanským světem» (1956).

Известные картины
- «V zeleném pokoji», 1906;
- «Mezi růžemi», 1906;
- «Nevěsta Mina Bobkova», 1923;
- «Hyacint na tmavém pozadí», 1942;
- «Autoportrét: Moje paleta», 1946.

Выставки
- «Ludvík Kuba», Kolín, 1909;
- «Ludvík Kuba: Z Lužice», Praha, 1924;
- «Ludvík Kuba: Za půl století», Praha, 1948;
- «Lid slovanských zemí v obrazech Ludvíka Kuby», Praha, 1953;
- «Výtvarné práce Ludvíka Kuby z období secese», Březnice, 1981;
- «Ludvík Kuba: Zátiší z let 1933—1955», Březnice, 1989;
- «Ludvík Kuba: Z mého života, Polabské muzeum», Poděbrady, 2003;
- «Ludvík Kuba (grafika)», , Praha, 2012;
- «Ludvík Kuba — Poslední impresionista», Praha, 2013—2014[1].

## Награды
- Почётный доктор Карлова университета (1936);
- Народный художник Чехословакии (1945);
- Почётный профессор Академии изобразительных искусств;
- Почётный член Македонского научного института[2].

## Память
- Именем Людвика Кубы названы несколько улиц в различных чешских городах.
- Его имя носит художественные галереи в городах Подебрады и Бжезнице и парк в городе Подебрады.